# Finales NBA 1998
Navigation
Finales 1997 Finales 1999
Les finales NBA 1998 sont la dernière série de matchs de la saison 1997-1998 de la NBA et la conclusion des séries éliminatoires (playoffs) de la saison. Le champion de la conférence Est, les Bulls de Chicago rencontrent le champion de la conférence Ouest, le Jazz de l'Utah. Utah possède l'avantage du terrain. 
Les Bulls ont remporté la série 4 matchs à 2 pour glaner leur troisième titre NBA consécutif et leur sixième en huit saisons. Michael Jordan a été élu MVP des Finales (il avait également remporté le titre les cinq dernières fois où les Bulls ont remporté la finale : 1991, 1992, 1993, 1996 et 1997). Ce sera son sixième titre NBA et son sixième titre de MVP.
Jusqu'en 2012, c'était la dernière finale jouée en dehors du Texas ou de la Californie. Jusqu'en 2014, c'était la dernière revanche consécutive en finale entre deux équipes. 

## Contexte
La finale a marqué la première revanche, depuis 1989, où les deux mêmes équipes se sont rencontrées en finale au cours de deux années consécutives. Le Jazz a remporté l'avantage du terrain au regard de leurs deux victoires en saison régulière face aux Bulls, malgré le fait que les deux équipes aient terminées avec 62 victoires. En playoffs, le Jazz a éliminé les Rockets de Houston, puis ont battu le Rookie de l'année, Tim Duncan et les Spurs de San Antonio. Ils ont ensuite vaincu les Lakers de Los Angeles en finale de la conférence Ouest. Les Bulls ont battu les Nets du New Jersey, puis ont éliminé les Hornets de Charlotte en cinq matchs, mais il leur a fallu sept matchs pour vaincre les Pacers de l'Indiana lors de la finale de la conférence Est.

## Résumé de la saison régulière
| Champion de division | Qualifié pour les playoffs | Non qualifié pour les playoffs |

### Par conférence
| Conférence Est | Conférence Est         | Conférence Est | Conférence Est | Conférence Est |
| No             | Franchise              | Vic.           | Déf.           | PCT            |
| -------------- | ---------------------- | -------------- | -------------- | -------------- |
| 1              | Bulls de Chicago C     | 62             | 20             | 75.6           |
| 2              | Heat de Miami          | 55             | 27             | 67.1           |
| 3              | Pacers de l'Indiana    | 58             | 24             | 70.7           |
| 4              | Hornets de Charlotte   | 51             | 31             | 62.2           |
| 5              | Hawks d'Atlanta        | 50             | 32             | 61.0           |
| 6              | Cavaliers de Cleveland | 47             | 35             | 57.3           |
| 7              | Knicks de New York     | 43             | 39             | 52.4           |
| 8              | Nets du New Jersey     | 43             | 39             | 52.4           |
|                |                        |                |                |                |
| 9              | Wizards de Washington  | 42             | 40             | 51.2           |
| 10             | Magic d'Orlando        | 41             | 41             | 50.0           |
| 11             | Pistons de Détroit     | 37             | 45             | 45.1           |
| 12             | Celtics de Boston      | 36             | 46             | 43.9           |
| 12             | Bucks de Milwaukee     | 36             | 46             | 43.9           |
| 14             | 76ers de Philadelphie  | 31             | 51             | 37.8           |
| 15             | Raptors de Toronto     | 16             | 66             | 19.5           |

| Conférence Ouest | Conférence Ouest          | Conférence Ouest | Conférence Ouest | Conférence Ouest |
| No               | Franchise                 | Vic.             | Déf.             | PCT              |
| ---------------- | ------------------------- | ---------------- | ---------------- | ---------------- |
| 1                | Jazz de l'Utah            | 62               | 20               | 75.6             |
| 2                | Supersonics de Seattle    | 61               | 21               | 74.4             |
| 3                | Lakers de Los Angeles     | 61               | 21               | 74.4             |
| 4                | Suns de Phoenix           | 56               | 26               | 68.3             |
| 5                | Spurs de San Antonio      | 56               | 26               | 68.3             |
| 6                | Trail Blazers de Portland | 46               | 36               | 56.1             |
| 7                | Timberwolves du Minnesota | 45               | 37               | 54.9             |
| 8                | Rockets de Houston        | 41               | 41               | 50.0             |
|                  |                           |                  |                  |                  |
| 9                | Kings de Sacramento       | 27               | 55               | 32.9             |
| 10               | Mavericks de Dallas       | 20               | 62               | 24.4             |
| 11               | Grizzlies de Vancouver    | 19               | 63               | 23.2             |
| 11               | Warriors de Golden State  | 19               | 63               | 23.2             |
| 13               | Clippers de Los Angeles   | 17               | 65               | 20.7             |
| 14               | Nuggets de Denver         | 11               | 71               | 13.4             |

C - Champions NBA

### Tableau des playoffs
|  | 1er tour         | 1er tour                  | 1er tour               |   |                        | Demi-finales de Conférence | Demi-finales de Conférence | Demi-finales de Conférence |  |   | Finales de Conférence | Finales de Conférence | Finales de Conférence |  |    | Finales NBA      | Finales NBA | Finales NBA |
|  |                  |                           |                        |   |                        |                            |                            |                            |  |   |                       |                       |                       |  |    |                  |             |             |
|  | 1                | Bulls de Chicago          | 3                      |   |                        |                            |                            |                            |  |   |                       |                       |                       |  |    |                  |             |             |
|  | 8                | New Jersey Nets           | 0                      |   |                        |                            |                            |                            |  |   |                       |                       |                       |  |    |                  |             |             |
|  | 8                | New Jersey Nets           | 0                      |   | 1                      | Bulls de Chicago           | 4                          |                            |  |   |                       |                       |                       |  |    |                  |             |             |
|  |                  |                           |                        |   | 1                      | Bulls de Chicago           | 4                          |                            |  |   |                       |                       |                       |  |    |                  |             |             |
|  |                  | 4                         | Charlotte Hornets      | 1 |                        |                            |                            |                            |  |   |                       |                       |                       |  |    |                  |             |             |
|  | 4                | 4                         | Charlotte Hornets      | 1 | Charlotte Hornets      | 3                          |                            |                            |  |   |                       |                       |                       |  |    |                  |             |             |
|  | 4                |                           |                        |   | Charlotte Hornets      | 3                          |                            |                            |  |   |                       |                       |                       |  |    |                  |             |             |
|  | 5                | Hawks d'Atlanta           | 1                      |   |                        |                            |                            |                            |  |   |                       |                       |                       |  |    |                  |             |             |
|  | 5                | Hawks d'Atlanta           | 1                      |   |                        |                            |                            |                            |  | 1 | Bulls de Chicago      | 4                     |                       |  |    |                  |             |             |
|  | Conférence Est   |                           |                        |   |                        |                            |                            |                            |  | 1 | Bulls de Chicago      | 4                     |                       |  |    |                  |             |             |
|  |                  | 3                         | Pacers de l'Indiana    | 3 |                        |                            |                            |                            |  |   |                       |                       |                       |  |    |                  |             |             |
|  | 3                | 3                         | Pacers de l'Indiana    | 3 | Pacers de l'Indiana    | 3                          |                            |                            |  |   |                       |                       |                       |  |    |                  |             |             |
|  | 3                |                           |                        |   | Pacers de l'Indiana    | 3                          |                            |                            |  |   |                       |                       |                       |  |    |                  |             |             |
|  | 6                | Cavaliers de Cleveland    | 1                      |   |                        |                            |                            |                            |  |   |                       |                       |                       |  |    |                  |             |             |
|  | 6                | Cavaliers de Cleveland    | 1                      |   | 3                      | Pacers de l'Indiana        | 4                          |                            |  |   |                       |                       |                       |  |    |                  |             |             |
|  |                  |                           |                        |   | 3                      | Pacers de l'Indiana        | 4                          |                            |  |   |                       |                       |                       |  |    |                  |             |             |
|  |                  | 7                         | Knicks de New York     | 1 |                        |                            |                            |                            |  |   |                       |                       |                       |  |    |                  |             |             |
|  | 2                | 7                         | Knicks de New York     | 1 | Heat de Miami          | 2                          |                            |                            |  |   |                       |                       |                       |  |    |                  |             |             |
|  | 2                |                           |                        |   | Heat de Miami          | 2                          |                            |                            |  |   |                       |                       |                       |  |    |                  |             |             |
|  | 7                | Knicks de New York        | 3                      |   |                        |                            |                            |                            |  |   |                       |                       |                       |  |    |                  |             |             |
|  | 7                | Knicks de New York        | 3                      |   |                        |                            |                            |                            |  |   |                       |                       |                       |  | E1 | Bulls de Chicago | 4           |             |
|  |                  |                           |                        |   |                        |                            |                            |                            |  |   |                       |                       |                       |  | E1 | Bulls de Chicago | 4           |             |
|  |                  | O1                        | Jazz de l'Utah         | 2 |                        |                            |                            |                            |  |   |                       |                       |                       |  |    |                  |             |             |
|  | 1                | O1                        | Jazz de l'Utah         | 2 | Jazz de l'Utah         | 3                          |                            |                            |  |   |                       |                       |                       |  |    |                  |             |             |
|  | 1                |                           |                        |   | Jazz de l'Utah         | 3                          |                            |                            |  |   |                       |                       |                       |  |    |                  |             |             |
|  | 8                | Rockets de Houston        | 2                      |   |                        |                            |                            |                            |  |   |                       |                       |                       |  |    |                  |             |             |
|  | 8                | Rockets de Houston        | 2                      |   | 1                      | Jazz de l'Utah             | 4                          |                            |  |   |                       |                       |                       |  |    |                  |             |             |
|  |                  |                           |                        |   | 1                      | Jazz de l'Utah             | 4                          |                            |  |   |                       |                       |                       |  |    |                  |             |             |
|  |                  | 5                         | Spurs de San Antonio   | 1 |                        |                            |                            |                            |  |   |                       |                       |                       |  |    |                  |             |             |
|  | 4                | 5                         | Spurs de San Antonio   | 1 | Suns de Phoenix        | 1                          |                            |                            |  |   |                       |                       |                       |  |    |                  |             |             |
|  | 4                |                           |                        |   | Suns de Phoenix        | 1                          |                            |                            |  |   |                       |                       |                       |  |    |                  |             |             |
|  | 5                | Spurs de San Antonio      | 3                      |   |                        |                            |                            |                            |  |   |                       |                       |                       |  |    |                  |             |             |
|  | 5                | Spurs de San Antonio      | 3                      |   |                        |                            |                            |                            |  | 1 | Jazz de l'Utah        | 4                     |                       |  |    |                  |             |             |
|  | Conférence Ouest |                           |                        |   |                        |                            |                            |                            |  | 1 | Jazz de l'Utah        | 4                     |                       |  |    |                  |             |             |
|  |                  | 3                         | Lakers de Los Angeles  | 0 |                        |                            |                            |                            |  |   |                       |                       |                       |  |    |                  |             |             |
|  | 3                | 3                         | Lakers de Los Angeles  | 0 | Lakers de Los Angeles  | 3                          |                            |                            |  |   |                       |                       |                       |  |    |                  |             |             |
|  | 3                |                           |                        |   | Lakers de Los Angeles  | 3                          |                            |                            |  |   |                       |                       |                       |  |    |                  |             |             |
|  | 6                | Portland TrailBlazers     | 1                      |   |                        |                            |                            |                            |  |   |                       |                       |                       |  |    |                  |             |             |
|  | 6                | Portland TrailBlazers     | 1                      |   | 3                      | Lakers de Los Angeles      | 4                          |                            |  |   |                       |                       |                       |  |    |                  |             |             |
|  |                  |                           |                        |   | 3                      | Lakers de Los Angeles      | 4                          |                            |  |   |                       |                       |                       |  |    |                  |             |             |
|  |                  | 2                         | SuperSonics de Seattle | 1 |                        |                            |                            |                            |  |   |                       |                       |                       |  |    |                  |             |             |
|  | 2                | 2                         | SuperSonics de Seattle | 1 | SuperSonics de Seattle | 3                          |                            |                            |  |   |                       |                       |                       |  |    |                  |             |             |
|  | 2                |                           |                        |   | SuperSonics de Seattle | 3                          |                            |                            |  |   |                       |                       |                       |  |    |                  |             |             |
|  | 7                | Timberwolves du Minnesota | 2                      |   |                        |                            |                            |                            |  |   |                       |                       |                       |  |    |                  |             |             |

## Équipes

### Bulls de Chicago
| Effectif des Bulls de Chicago 1997-1998 |
| --- |
| 1 Randy Brown • 5 Rusty LaRue • 7 Toni Kukoč • 8 Dickey Simpkins • 9 Ron Harper • 13 Luc Longley • 22 Keith Booth • 23 Michael Jordan • 24 Scott Burrell • 25 Steve Kerr • 30 Jud Buechler • 33 Scottie Pippen • 34 Bill Wennington • 53 Joe Kleine • 91 Dennis Rodman Entraîneur : Phil Jackson |

### Jazz de l'Utah
| Effectif du Jazz de l'Utah 1997-1998 |
| --- |
| 00 Greg Ostertag • 3 Bryon Russell • 10 Howard Eisley • 11 Jacque Vaughn • 12 John Stockton • 14 Jeff Hornacek • 25 Troy Hudson • 31 Adam Keefe • 32 Karl Malone • 34 Chris Morris • 40 Shandon Anderson • 44 Greg Foster • 55 Antoine Carr Entraîneur : Jerry Sloan |

## Résumé de la finale NBA
| Match  | Date    | Équipe à l'extérieur | Résultat         | Équipe à domicile |
| ------ | ------- | -------------------- | ---------------- | ----------------- |
| Game 1 | 3 juin  | Bulls de Chicago     | 85–88 (OT) (0–1) | Jazz de l'Utah    |
| Game 2 | 5 juin  | Bulls de Chicago     | 93–88 (1–1)      | Jazz de l'Utah    |
| Game 3 | 7 juin  | Jazz de l'Utah       | 54–96 (1–2)      | Bulls de Chicago  |
| Game 4 | 10 juin | Jazz de l'Utah       | 82–86 (1–3)      | Bulls de Chicago  |
| Game 5 | 12 juin | Jazz de l'Utah       | 83–81 (2–3)      | Bulls de Chicago  |
| Game 6 | 14 juin | Bulls de Chicago     | 87–86 (4–2)      | Jazz de l'Utah    |

## Statistiques individuelles

### Bulls de Chicago
| Joueur          | MJ | MC | MPG  | FG%  | 3P%  | FT%   | RPG | APG | SPG | BPG | PPG  |
| --------------- | -- | -- | ---- | ---- | ---- | ----- | --- | --- | --- | --- | ---- |
| Randy Brown     | 2  | 0  | 3.5  | .333 | .000 | .000  | 1.0 | 0.0 | 0.5 | 0.0 | 1.0  |
| Jud Buechler    | 6  | 0  | 5.2  | .600 | .667 | .000  | 0.3 | 0.3 | 0.2 | 0.2 | 1.3  |
| Scott Burrell   | 6  | 0  | 14.0 | .409 | .250 | .667  | 2.5 | 0.0 | 1.2 | 0.0 | 3.5  |
| Ron Harper      | 6  | 6  | 28.7 | .364 | .167 | .583  | 4.5 | 2.8 | 1.5 | 0.7 | 5.3  |
| Michael Jordan  | 6  | 6  | 41.7 | .427 | .308 | .814  | 4.0 | 2.3 | 1.8 | 0.7 | 33.5 |
| Steve Kerr      | 6  | 0  | 20.7 | .350 | .385 | 1.000 | 0.3 | 2.5 | 0.3 | 0.0 | 3.8  |
| Toni Kukoč      | 6  | 6  | 37.0 | .500 | .304 | .615  | 4.7 | 2.7 | 1.2 | 0.7 | 15.2 |
| Luc Longley     | 6  | 6  | 21.7 | .444 | .000 | .750  | 4.8 | 1.5 | 0.8 | 0.8 | 5.0  |
| Scottie Pippen  | 6  | 6  | 39.5 | .410 | .231 | .833  | 6.8 | 4.8 | 1.7 | 0.8 | 15.7 |
| Dennis Rodman   | 6  | 0  | 30.5 | .462 | .000 | .667  | 8.3 | 1.0 | 1.2 | 0.3 | 3.3  |
| Dickey Simpkins | 2  | 0  | 6.0  | .500 | .000 | .000  | 1.5 | 0.5 | 0.0 | 0.5 | 1.0  |
| Bill Wennington | 3  | 0  | 4.3  | .400 | .000 | .000  | 1.0 | 0.3 | 0.0 | 0.3 | 1.3  |

### Jazz de l'Utah
| Joueur           | MJ | MC | MPG  | FG%  | 3P%  | FT%   | RPG  | APG | SPG | BPG | PPG  |
| ---------------- | -- | -- | ---- | ---- | ---- | ----- | ---- | --- | --- | --- | ---- |
| Shandon Anderson | 6  | 0  | 21.0 | .500 | .333 | .818  | 2.7  | 0.3 | 0.2 | 0.2 | 7.3  |
| Antoine Carr     | 6  | 0  | 14.3 | .500 | .000 | .750  | 2.0  | 0.0 | 0.0 | 0.2 | 4.2  |
| Howard Eisley    | 6  | 0  | 17.5 | .375 | .143 | 1.000 | 2.0  | 3.8 | 0.3 | 0.2 | 4.7  |
| Greg Foster      | 6  | 2  | 10.5 | .267 | .000 | .000  | 2.3  | 0.0 | 0.2 | 0.3 | 1.3  |
| Jeff Hornacek    | 6  | 6  | 34.2 | .411 | .333 | .833  | 2.7  | 2.7 | 0.8 | 0.2 | 10.7 |
| Adam Keefe       | 5  | 3  | 12.0 | .429 | .000 | .500  | 3.4  | 0.2 | 0.4 | 0.0 | 2.8  |
| Karl Malone      | 6  | 6  | 40.5 | .504 | .000 | .789  | 10.5 | 3.8 | 1.0 | 1.2 | 25.0 |
| Chris Morris     | 6  | 0  | 17.5 | .393 | .000 | .667  | 2.5  | 0.5 | 0.3 | 0.2 | 4.3  |
| Greg Ostertag    | 5  | 1  | 11.0 | .417 | .000 | 1.000 | 3.2  | 0.0 | 0.0 | 0.2 | 2.2  |
| Bryon Russell    | 6  | 6  | 36.0 | .409 | .286 | .688  | 5.0  | 1.3 | 1.2 | 0.2 | 8.8  |
| John Stockton    | 6  | 6  | 32.3 | .490 | .222 | .727  | 2.5  | 8.7 | 2.0 | 0.0 | 9.7  |
| Jacque Vaughn    | 1  | 0  | 7.0  | .000 | .000 | .000  | 2.0  | 0.0 | 0.0 | 0.0 | 0.0  |